# Münchner Kindl (Zug)
Münchner Kindl war ein Zug der Deutschen Bundesbahn (DB), der ab dem 16. Juli 1951 eine Fernverbindung in den Tagesrandlagen zwischen Frankfurt am Main und München herstellte.

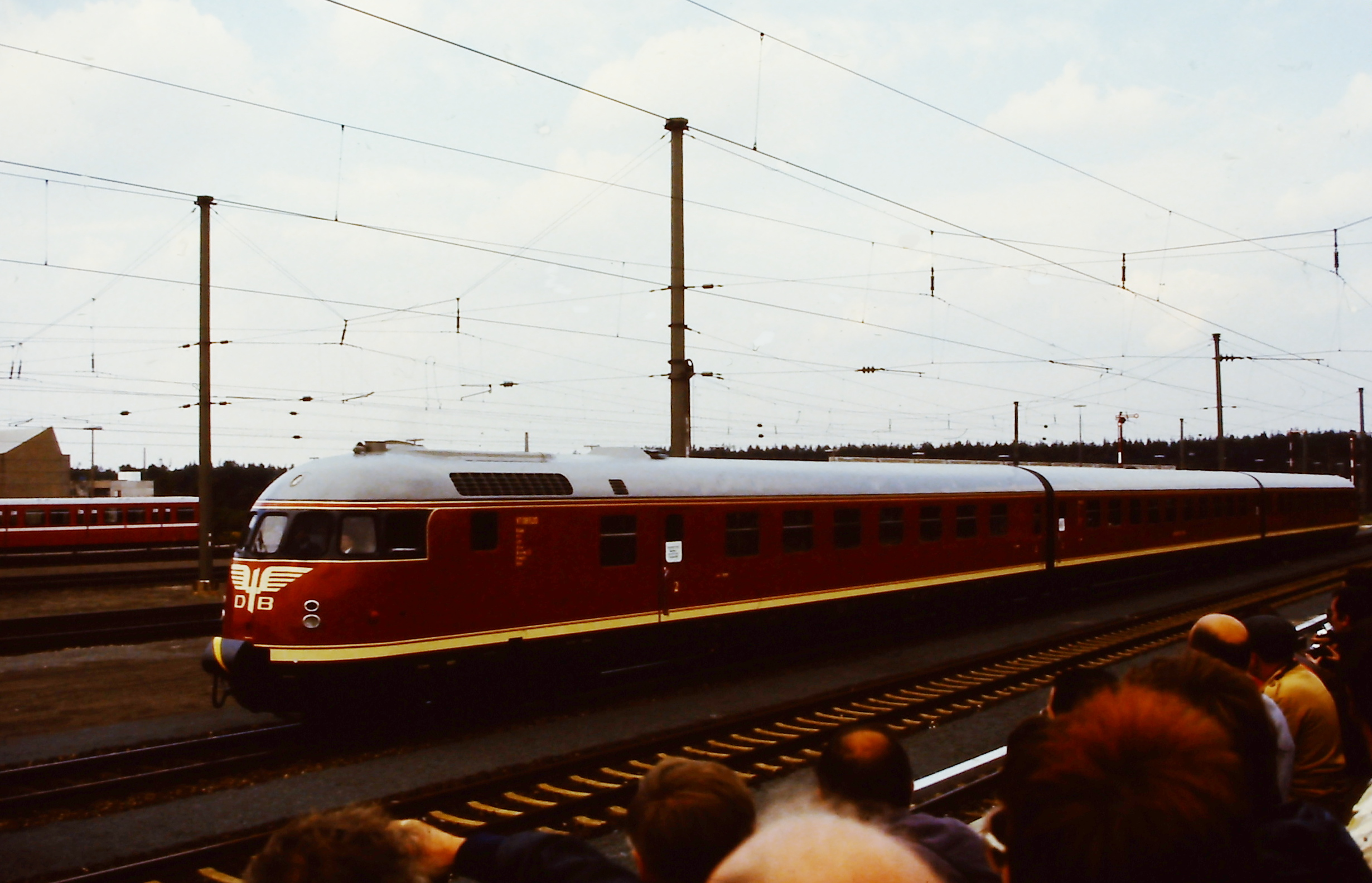
VT 08 520 als „Münchner Kindl“ bei der Jubiläumsparade „150 Jahre Deutsche Eisenbahnen“ in Nürnberg

## Geschichte

### Vorverkehr
Der Fernschnellzug (F) verkehrte morgens von Frankfurt (Main) Hbf nach München Hbf als F 30 (später als Fernschnelltriebwagen Ft 30) und abends in umgekehrter Richtung als F 29 (später Ft. 29). Der Zug hatte Zwischenhalte nur in Heidelberg Hbf und Stuttgart Hbf. Da Schnelltriebwagen nicht in ausreichender Zahl zur Verfügung standen, verkehrte er zunächst als lokomotivbespannter Wagenzug. Er führte ausschließlich die (alte) 2. Klasse und einen Speisewagen, nach der Klassenreform von 1956 ausschließlich die (neue) 1. Klasse.
Ab dem Sommerfahrplan 1952 konnten die neuen Dieseltriebwagen der Baureihe VT 085 eingesetzt werden, die das Bahnbetriebswerk Frankfurt-Griesheim stellte. Zugleich entfiel der Halt in Heidelberg. Durch beides verkürzte sich die Fahrzeit um etwa eine halbe Stunde.

### Münchner Kindlals Fernschnellzug
Zum Winterfahrplan 1952/53 erhielt er dann auch den Namen Münchner Kindl, der sich auf das Münchner Stadtwappen bezieht. Außerdem fuhr er vereinigt mit dem Ft 27/28, „Rhein-Isar-Blitz“, einem Zug der Rheinblitz-Gruppe. Im Sommer- und Winterfahrplan 1954 verkehrte der Zug wieder als lokomotivbespannter Wagenzug, ab Sommer 1955 erneut mit VT 085. Dabei fuhr er nun über Darmstadt Hbf, Mannheim Hbf und Heidelberg und auf dieser Strecke – ebenso wie bei der Rückleistung – vereinigt mit dem Triebwagen des Fernschnellzugs Schauinsland. Dies verlängerte die Fahrzeit und kam bei den Reisenden nicht gut an. Deshalb wurden die Züge ab Sommerfahrplan 1956 im Bahnhof Mannheim-Friedrichsfeld bei einem Betriebshalt getrennt und das Münchner Kindl fuhr direkt nach Heidelberg weiter, während der Schauinsland nach Mannheim Hbf abbog. Bei der Rückleistung wurde auf die gemeinsame Fahrt verzichtet. Ab dem 19. November 1957 war die gesamte Strecke, die der Zug befuhr, elektrifiziert. So wurde ab dem 25. November 1957 die gemeinsame Fahrt ganz aufgegeben und das Münchner Kindl nun mit einem Elektrotriebwagen der Baureihe ET 11 gefahren. Ab Ende März 1959 wurde erneut auf einen lokomotivbespannten Wagenzug umgestellt.

### Ende
Zum Winterfahrplan 1959/60 wurde die Verbindung – Zugnummern und Name wurden beibehalten – in einen Schnellzug (D) umgewandelt. Der Zug führte so nun auch die 2. Klasse. Der Name wurde dann im Sommerfahrplan 1971 nochmals für einen Fernschnellzug auf der Relation zwischen Frankfurt und München verwendet (F 154/155), der aber mit dem einzigen Zwischenhalt Würzburg Hbf verkehrte.